# Liste jüdischer Friedhöfe in Irland
Die Liste jüdischer Friedhöfe in Irland gibt einen Überblick zu jüdischen Friedhöfen in Irland. Die Sortierung erfolgt alphabetisch nach den Ortsnamen.

## Liste der Friedhöfe
| Bezeichnung                             | Bild           | Ort                          | Weitere Informationen          |
| --------------------------------------- | -------------- | ---------------------------- | ------------------------------ |
| Carnmoney Jewish Cemetery               |                | Belfast (Lage)               | Eröffnet 1912                  |
| Old Jewish Cemetery                     |                | Belfast, Falls Road (Lage)   | Genutzt zwischen 1871 und 1914 |
| Jüdischer Friedhof (Cork)               | weitere Bilder | Curraghkippane, Cork (Lage)  | Eröffnet 1887                  |
| Jüdischer Friedhof Dublin-Ballybough    | weitere Bilder | in Ballybough, Dublin (Lage) |                                |
| Jüdischer Friedhof Dublin-Dolphins Barn | weitere Bilder | Dolphins Barn, Dublin (Lage) |                                |
| Jüdischer Friedhof Limerick             | weitere Bilder | Castletroy, Limerick (Lage)  |                                |